# Свадьба Прометея
Кантата «Свадьба Прометея» (фр. Les Noces de Prométhée), op. 19 — кантата для солистов, хора и оркестра французского композитора Камиля Сен-Санса, созданная им в 1867 году для музыкального конкурса, приуроченного к проведению парижской Всемирной выставки 1867 года, который он с этим произведением и выиграл. Однако на этой выставке, как это первоначально предполагалось, она по ряду причин не была исполнена. Премьера кантаты состоялась 1 сентября 1867 года и прошла с успехом.

## История создания

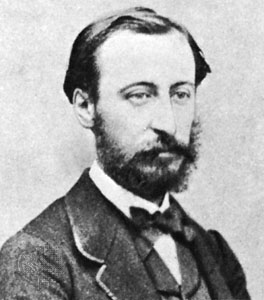
Сен-Санс в 1875 году

Для придания парижской Всемирной выставке 1867 года ещё более торжественного характера её устроители расширили культурную программу и решили провести музыкальный конкурс, по результатам которого отобрать и исполнить идеологически соответствующие духу мероприятия гимн, а также кантату с солистами, хором и оркестром. Премированные кантаты и гимн предназначались для исполнения во время церемонии раздачи премий и наград, присуждённых на выставке.
Первый конкурс выявил лучшего автора текста: им стал семнадцатилетний ученик Лицея Бонапарта Ромен Корню (фр. Romain Cornut), одержавший победу над 222 соискателями, представив текст под названием «Свадьба Прометея». Второй музыкальный конкурс на сочинение музыки привлёк более сотни соревнующихся, а в самый последний тур вышли только четыре кантаты. Узнав про данный конкурс, Сен-Санс также решил принять участие и написать соответствующую кантату, партитуру которой он сдал 10 апреля 1867 года. Под псевдонимом Гастон де Бетси (фр. Gastoп de Betsi) в этом конкурсе также принял участие Жорж Бизе (кантата «Я буквы слил в слова и укрепил тем память, мать всех наук и душу жизни» — Эсхил. «Прометей»); участвовал и друг Бизе Эрнест Гиро.

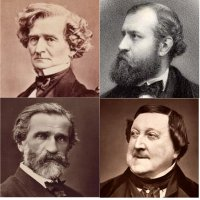
По часовой стрелке слева и сверху: Г. Берлиоз, Ш. Гуно, Д. Россини, Д. Верди

Почётным президентом жюри был проживавший во Франции Джоаккино Россини, президентом — Даниэль Обер, в жюри входили Гектор Берлиоз, Джузеппе Верди, Амбруаз Тома, Фелисьен Давид, Шарль Гуно, Эрнест Л’Эпин и др. Когда музыкальный конкурс, проходивший на условиях анонимности участников, был закончен и при присуждении премии вскрыли конверт с девизом из стихотворения Виктора Гюго, то выяснилось, что премию получил Сен-Санс. Остальными участниками, которые вышли в финал, оказались Жан-Батист Векерлен, Жюль Массне и Эрнест Гиро (кантата «У ног его века потоком льются» на слова Ламартина). Бизе, разочарованный своим поражением (хотя его кантата попала в четвёртый (последний) тур, где выбирали уже из 15 сочинений), писал, что на конкурс кантат, по мнению жюри, было прислано: «4 — смешных, 49 — посредственных, 35 — хороших, 11 — очень хороших, 3 — превосходных, 1 — безукоризненная». Недовольный поведением жюри и ходом проведения конкурса Бизе писал по горячим следам своему другу Эдмону Галаберу:
Сен-Санс написал свою кантату на английской бумаге, он замаскировал свою рукопись, и эти господа вообразили, что премируют иностранца!!!!!! — Именно прекрасной фуге для двух хоров Сен-Санс обязан получением премии, чему я очень рад. Впрочем, жюри, состав которого вы знаете, болтает всюду, что произведение Сен-Санса замечательно, что оно свидетельствует о необычайной симфонической одаренности, доказывая в то же время, что его автор никогда не будет драматургом!.. О, человечество! Кантата эта не будет исполняться при раздаче премий, так как г. Россини потребовал места для исполнения гимна своего сочинения. Он собственноручно вручил его императорскому величеству свою партитуру…
11 июня, в день оглашения победителей, Берлиоз, симпатизировавший Сен-Сансу и приветствовавший его первые музыкальные шаги на композиторском поприще, писал Юмберу Феррану:
В предшествующие дни прослушали 104 кантаты, и я имел удовольствие увидеть единогласно премированной кантату моего молодого друга Сен-Санса, одного из самых больших музыкантов нашей эпохи... Я так взволнован заседанием нашего жюри! Как Сен-Санс будет счастлив! Я побежал к нему сообщить решение, но его не было дома, он вышел с матерью. Это ошеломляющий пианист. Наконец-то! Вот и сделано нечто разумное в нашем музыкальном мире.
По случаю победы Бизе писал Сен-Сансу: «Тысячу поздравлений, старина. Сожалею, что не принял участие в конкурсе. Тогда бы я имел честь оказаться побитым вами».
Согласно довольно официозному сюжету герой кантаты, античный мифологический герой, освобождённый некоей силой по имени Человечество, чудесным образом попадает во времена технического прогресса XIX века и восхищается тем, как далеко шагнули люди со времён получения ими первобытного огня. Прометей сочетается неким «мистическим браком» с женским существом, воплощающим собой «человечество».

## Состав оркестра и хора
Партитура кантаты включает в себя вокальные партии, которые представлены тремя солистами (Рассказчик — тенор, Человечество — сопрано, Прометей — баритон), а также двойным хором и оркестром (флейта, флейта пикколо, кларнет, бас-кларнет, саксофон, фагот, контрафагот, гобой, английский рожок, тромбоны, валторна, труба, струнные, арфа, треугольник, литавры, тарелки, большой барабан).

## Премьера и последующие исполнения
Несмотря на победу в конкурсе, кантата, предварительно назначенная к исполнению на выставке 1 июля, руководством конкурса была замещена «Гимном Наполеону III и его доблестному народу», написанным Россини. Эта замена обосновывалась тем, что звучность кантаты может потеряться в огромном помещении Дворца Промышленности, партитура сложна для исполнения, произведение слишком длинно для данного мероприятия, а также нехваткой средств для музыкальной части выставки. Это решение стало известно в парижском музыкальном мире и вызвало скандал. Для урегулирования ситуации Сен-Санс обратился к генеральному комиссару выставки Фредерику Ле Пле, который объявил композитору, что все деньги, выделенные на исполнение музыкальных произведений, уже истрачены. После и этого отказа Сен-Санс вынужден был обратиться с открытым письмом в «Фигаро», что возымело результат — Ле Пле, опасающийся критики его деятельности со стороны прессы, вынужден был выделить на постановку 2500 франков. Сен-Сансу пришлось добавить несколько тысяч из своего кармана, чтобы организовать исполнение своей пьесы.
Премьера музыкального произведения состоялась 1 сентября 1867 года в цирке Императрицы (фр. Cirque de l’Impératrice) и прошла с успехом. Всё-таки кантата, как и задумывалось первоначально, была исполнена в рамках программы международной выставки, но только уже на следующей парижской Всемирной выставке 1878 года, то есть это было лишь второе её исполнение. Кантата Сен-Санса звучит с концертных площадок и в современное время. В частности, в России она исполнялась В. В. Юровским в цикле его просветительских концертов в Московской филармонии, посвящённых воплощению в музыке темы Прометея.

## Оценки
По словам музыковеда Ю. А. Кремлёва, довольно абстрактный текст кантаты воспевал брак освобождённого Прометея с человечностью, торжество мира, свободы и братства. По его мнению, в целом это музыкальное сочинение представляет собой не более чем произведение, созданное к случаю: «К сожалению, музыка кантаты, написанная очень уверенно и достаточно эффектно, лишена свежести и своеобразия (если не считать некоторых отрывков, например, вступления с его оборотами натурального минора)». Помпезный характер сюжета и музыка этого официозного произведения времён заката империи Наполеона III воспринимается некоторыми критиками как своего рода предвестье официозных советских здравиц 1930—1950-х годов (например, кантата «Здравица» С. С. Прокофьева, оратория «Песнь о лесах» Д. Д. Шостаковича).